# Natuurpark Gorbeia

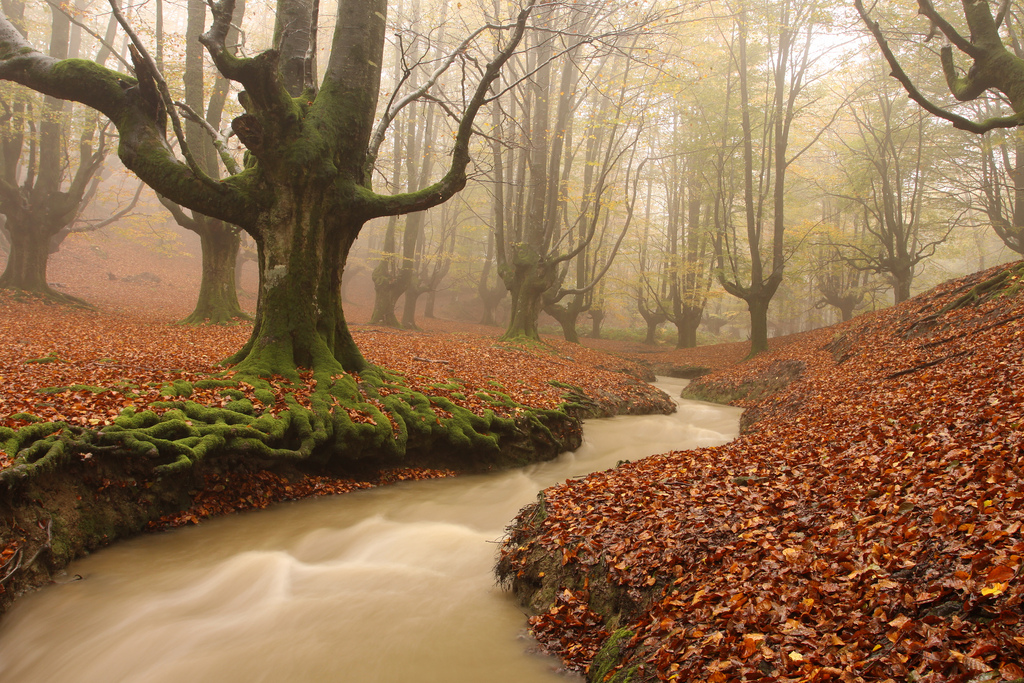

Het Natuurpark Gorbeia (Spaans: Parque natural de Gorbea/Baskisch: Gorbeiako natura parkea) is een natuurpark in Baskenland in Spanje. Het natuurpark werd opgericht in 1994 en is 20016 hectare groot. Het natuurpark omvat gebergte met de Monte Gorbea/Gorbeia, loofbossen en weiden.